# 地蔵院 (宇治市)
地蔵院（じぞういん）は、京都府宇治市にある浄土宗の寺院。山号は朝日山。本尊は阿弥陀如来。

## 歴史
この寺は、戦国時代の弘治年間（1555年～1558年）長柱によって創建されたという。
なお、この寺には寺の南にある白山神社付近にあった白川金色院（しらかわこんじきいん）にあった仏像を所蔵している。金色院は1102年（康和4年）後冷泉天皇の皇后藤原寛子が建立した寺とされるが、明治初年に廃絶した寺である。

## 文化財
重要文化財
- 木造阿弥陀如来立像（本尊） - 平安時代後期
- 木造観世音菩薩坐像 - 平安時代後期。片膝を立て、両手で蓮台（亡者を迎え取るためのもの）を捧げる観音像で、もとは単独像でなく阿弥陀三尊像の脇侍として作られたものと推定される。
- 銅造阿弥陀如来及び脇侍像 2躯 - 奈良時代。阿弥陀三尊像として作られたものだが、右脇侍像（向かって左）は失われている。
- 銅造阿閦如来立像 - 奈良時代
- 銅造釈迦如来坐像 - 平安時代前期
- 銅造大威徳明王像 - 平安時代後期
- 板彫両界曼荼羅 2面 - 平安時代後期

上記のうち銅造阿閦如来立像、銅造釈迦如来坐像、銅造大威徳明王像は1991年5月10日に盗難に遭っている。他の4件は京都国立博物館に寄託。

## 所在地
- 京都府宇治市白川川上リ谷73